# Dotze orfes
Dotze orfes (títol original en anglès, 12 Mighty Orphans) és una pel·lícula d'esports estatunidenca del 2021 dirigida per Ty Roberts, que va escriure el guió juntament amb Lane Garrison i Kevin Meyer. Es basa en el llibre de no-ficció Twelve Mighty Orphans: The Inspiring True Story of the Mighty Mites Who Ruled Texas Football de Jim Dent. El llibre es basa en l'escola maçònica per a orfes de Fort Worth. S'ha doblat al català.
La pel·lícula és protagonitzada per Luke Wilson, Vinessa Shaw, Wayne Knight, Jake Austin Walker, Jacob Lofland, Levi Dylan, Robert Duvall i Martin Sheen  La pel·lícula es va estrenar als Estats Units l'11 de juny de 2021 a càrrec de Sony Pictures Classics. Va rebre crítiques en diversos sentits.
El rodatge principal va tenir lloc inicialment durant set setmanes del 7 d'octubre al 25 de novembre de 2019 a Weatherford, Cleburne, i Fort Worth.